# Cephalotes angustus
Cephalotes angustus é uma espécie de inseto do gênero Cephalotes, pertencente à família Formicidae.